# Zhang Guangde
Zhang Guangde (chinois traditionnel : 张广德 ; pinyin : Zhāng Guǎngdé), né en 1932 et mort en 2022, était un chercheur, artiste martial, éducateur et professeur chinois à l'Université des sports de Pékin.
Il est le créateur du Daoyin yangsheng gong, une forme de Qigong largement enseignée en Chine, reconnue par le ministère de la Santé de la République populaire de Chine, intégrée dans le programme éducatif chinois et adoptée par des hôpitaux pour le traitement de diverses affections,.

## Biographie
Né en 1932 à Tangshan, dans la province du Hebei, en Chine, Zhang Guangde a étudié à l'Université des sports de Pékin, où il a ensuite occupé un poste de professeur.
En 1974, diagnostiqué de tuberculose et d'une affection allergique incurable par la médecine conventionnelle, il s'est tourné vers la médecine traditionnelle chinoise, se concentrant sur la méthode Daoyin. Il a développé le Dao Yin Yang Sheng Gong et aurait guéri sa propre maladie ainsi que celle de 86 autres patients,,  grâce à ce système.
Zhang Guangde a été honoré en tant que l'un des "Cent Maîtres de Wushu" par la Fédération internationale de Wushu et a occupé le poste de vice-président de l'Association chinoise de Wushu.